# جارو پنجه‌ای
جارو پنجه‌ای (نام علمی: Bothriochloa) نام یک سرده از تیره گندمیان است.